# Группа Ли
Группой Ли над полем {\displaystyle K} ({\displaystyle K=\mathbb {R} } или {\displaystyle \mathbb {C} }) называется группа {\displaystyle G}, снабжённая структурой дифференцируемого (гладкого) многообразия над {\displaystyle K}, причём отображения {\displaystyle \operatorname {mul} } и {\displaystyle \operatorname {inv} }, определённые так:
{\displaystyle \operatorname {mul} \colon G\times G\rightarrow G;\ \operatorname {mul} \,(x,y)=xy},
{\displaystyle \operatorname {inv} \colon G\rightarrow G;\ \ \operatorname {inv} \,x=x^{-1}}
являются гладкими (в случае поля {\displaystyle \mathbb {C} } требуют голоморфности введённых отображений).
Другими словами, группой Ли называется топологическая группа, если она является параметрической и если функция, задающая закон умножения, является вещественно-аналитичной.
Всякая комплексная {\displaystyle n}-мерная группа Ли является вещественной группой Ли размерности
{\displaystyle 2n}.
Всякая комплексная группа Ли по определению является аналитическим многообразием, но и в вещественном случае на любой группе Ли существует аналитический атлас, в котором отображения {\displaystyle \operatorname {mul} } и {\displaystyle \operatorname {inv} } записываются аналитическими функциями.
Изучение групп Ли было начато независимо Вильгельмом Киллингом и Софусом Ли.
Группы Ли естественно возникают при рассмотрении непрерывных симметрий.
Например, движения плоскости образуют группу Ли.
Группы Ли являются в смысле богатства структуры лучшими из многообразий и как таковые очень важны в дифференциальной геометрии и топологии.
Они также играют важную роль в геометрии, физике, теории дифференциальных уравнений.

## Типы групп Ли
Группы Ли классифицируются по своим алгебраическим свойствам (простоте, полупростоте, разрешимости, нильпотентности, абелевости), а также по топологическим свойствам (связности, односвязности и компактности).

## Подгруппы Ли
Подгруппа {\displaystyle H} группы Ли {\displaystyle G} называется её подгруппой Ли, если она является подмногообразием в многообразии {\displaystyle G}, то есть найдётся {\displaystyle m>0}, такое, что {\displaystyle H} задаётся в окрестности каждой своей точки {\displaystyle p} системой из {\displaystyle k} функций, имеющей в {\displaystyle p} ранг {\displaystyle m}.
Не всякая подгруппа является подгруппой Ли: например, подгруппа пар вида {\displaystyle (e^{ix},e^{i\pi x})} в торе {\displaystyle \{(e^{ix},e^{iy})\mid x,y\in \mathbb {R} \}} не является подгруппой Ли (она даёт всюду плотную обмотку тора). Подгруппа Ли всегда замкнута.
В вещественном случае верно и обратное: замкнутая подгруппа является подгруппой Ли.
В комплексном случае это не так: бывают вещественные подгруппы Ли комплексной группы Ли, имеющие нечетную размерность, например, унитарные матрицы в группе обратимых комплексных матриц {\displaystyle 2\times 2}.
Пусть {\displaystyle H} — подгруппа Ли группы Ли {\displaystyle G}. Множество {\displaystyle G/H} смежных классов (безразлично, левых или правых) можно единственным образом наделить структурой дифференцируемого многообразия так, чтобы каноническая проекция была дифференцируемым отображением. При этом получится локально тривиальное расслоение, и если {\displaystyle H} — нормальная подгруппа, то факторгруппа будет группой Ли.

## Гомоморфизмы и изоморфизмы
Пусть {\displaystyle G} и {\displaystyle H} — группы Ли над одним и тем же полем. Гомоморфизмом групп Ли называется отображение {\displaystyle f\colon G\to H}, являющееся гомоморфизмом групп и одновременно аналитическим отображением многообразий (можно показать, что для выполнения последнего условия достаточно непрерывности {\displaystyle f}). Композиция гомоморфизмов групп Ли снова будет гомоморфизмом групп Ли. Классы всех вещественных и всех комплексных групп Ли вместе с соответствующими гомоморфизмами образуют категории {\displaystyle \operatorname {Lie} _{\mathbb {R} }} и {\displaystyle \operatorname {Lie} _{\mathbb {C} }}. Гомоморфизм групп Ли называется изоморфизмом, если существует обратный. Две группы Ли, между которыми существует изоморфизм, как обычно в абстрактной алгебре, называются изоморфными. Как обычно, группы Ли различают лишь с точностью до изоморфизма. Например, группа Ли {\displaystyle SO(2)} поворотов плоскости с операцией композиции и группа Ли {\displaystyle U(1)} комплексных чисел, равных по модулю единице, с операцией умножения являются изоморфными.
Пример иррациональной обмотки тора показывает, что образ группы Ли при гомоморфизме не всегда является подгруппой Ли. Однако прообраз подгруппы Ли при гомоморфизме всегда является подгруппой Ли.
Гомоморфизм группы Ли {\displaystyle G} над полем {\displaystyle K} в группу {\displaystyle GL(V)} невырожденных линейных преобразований векторного пространства {\displaystyle V} над полем {\displaystyle K} называется представлением группы {\displaystyle G} в пространстве {\displaystyle V}.

## Действия групп Ли
Группы Ли часто выступают как симметрии какой-либо структуры на некотором многообразии, а потому естественно, что изучение действий групп Ли на различных многообразиях является важным разделом теории. Говорят, что группа Ли G действует на гладком многообразии M, если задан гомоморфизм групп a: G → Diff M, где Diff M — группа диффеоморфизмов M. Таким образом, каждому элементу g группы G должно соответствовать диффеоморфное преобразование ag многообразия M, причём произведению элементов и взятию обратного элемента отвечают соответственно композиция диффеоморфизмов и обратный диффеоморфизм. Если из контекста ясно, о каком действии идёт речь, то образ ag(m) точки m при диффеоморфизме, определяемом элементом g, обозначается просто gm.
Группа Ли естественно действует на себе левыми и правыми сдвигами, а также сопряжениями. Эти действия традиционно обозначаются l, r и a:
{\displaystyle l_{g}(h)=gh},
{\displaystyle r_{g}(h)=hg},
{\displaystyle a_{g}(h)=ghg^{-1}}.
Другим примером действия является действие группы Ли {\displaystyle G} на множестве смежных классов этой группы по какой-нибудь подгруппе Ли {\displaystyle N\leqslant G}:
{\displaystyle g(hN)=(gh)N},
Действие группы Ли {\displaystyle G} на дифференцируемом многообразии M называется транзитивным, если любую точку {\displaystyle M} можно перевести в любую другую посредством действия некоторого элемента {\displaystyle G}. Многообразие, на котором задано транзитивное действие группы Ли, называется однородным пространством этой группы. Однородные пространства играют важную роль во многих разделах геометрии. Однородное пространство группы {\displaystyle G} диффеоморфно {\displaystyle G/{\mathop {\rm {st}} }(x)}, где {\displaystyle {\mathop {\rm {st}} }(x)} — стабилизатор произвольной точки.

## Алгебра Ли группы Ли
Алгебра Ли полностью определяет локальную структуру своей группы Ли.
Векторное поле на группе Ли {\displaystyle G} называется левоинвариантным, если оно коммутирует с левыми сдвигами, то есть
{\displaystyle X(l_{g}^{*}(f))=l_{g}^{*}(X(f))} для всех {\displaystyle g} из {\displaystyle G}, и любой дифференцируемой функции {\displaystyle f}.
Эквивалентно,
{\displaystyle dl_{g}X_{p}=(l_{g})_{*}X_{p}=X_{gp}} для всех {\displaystyle p}, {\displaystyle g} из {\displaystyle G}.
Очевидно, любое левоинвариантное векторное поле {\displaystyle X} на группе Ли полностью определяется своим значением {\displaystyle X_{e}} в единице. Наоборот, задав произвольный вектор {\displaystyle X} в касательном пространстве {\displaystyle T_{e}G} к единице, можно разнести его левыми сдвигами по всей группе. Получается взаимно однозначное соответствие между касательным пространством к группе в единице и пространством левоинвариантных векторных полей.
Скобка Ли {\displaystyle [X,Y]} левоинвариантных векторных полей будет левоинвариантным векторным полем. Поэтому {\displaystyle T_{e}G} является алгеброй Ли.
Эта алгебра {\displaystyle {\mathfrak {g}}} называется алгеброй Ли группы {\displaystyle G}.
(Обычно алгебра обозначается соответствующей малой готической буквой.)